# Commissaire enquêteur
Le commissaire enquêteur est une personne légalement investie pour assurer une enquête administrative, ni policière, ni pénale.

## Au Canada

### Québec
En droit québécois, un commissaire enquêteur est une personne investie d'un pouvoir en vertu de la Loi sur les commissions d'enquête.
Les juges administratifs québécois sont pour la plupart investis du pouvoir d'un commissaire-enquêteur.
Il existe un poste de commissaire-enquêteur aux incendies en vertu de la Loi sur la sécurité incendie.

## En France
En France, le Commissaire enquêteur est une personne (homme ou femme) chargée d'une mission de service public : la conduite des enquêtes publiques imposées par la Loi. C'est un collaborateur occasionnel de l'État, indépendant et désintéressé de l'objet de l'enquête,,, désigné selon le type d'enquête par le président du Tribunal Administratif ou par le Préfet.